# Адарнасе V
Адарнасе V (иногда упоминается как Адарнасе II или Адарнасе IV; груз. ადარნასე, умер в 961 году) — куропалат Картли-Иберии и правитель Тао-Кларджети из династии Багратионов с византийским титулом магистра (945) и куропалата (958).

## Биография
Адарнасе был сыном Баграта Магистроса и стал его преемником как князь Верхнего Тао в 945 году. Адарнасе и, что более важно, его сын Давид III воспользовались слабостью своих родственников и «царской» линией Багратидов Иберии-Картли, чтобы утвердить своё влияние в регионе.
Адарнасе, вероятно, был женат на дочери Давида, члена линии Кларджских Благратидов. У них было два сына: Давид III и Баграт II, которые заставили его оставить правление и уйти в монастырь.